# T-70
T-70 var en lätt stridsvagn som tillverkades i Sovjetunionen mellan 1942 och 1943, och som användes i andra världskriget.

## Historik
Röda armén förlorade enorma mängder stridsvagnar under 1941. Även om man vid det här laget visste att lätta stridsvagnar hade begränsad effekt på det moderna slagfältet började man skissa på en ny lätt stridsvagnsmodell som kunde ersätta både T-60 och understödsvagnen T-50, detta trots att man hade tillgång till bättre och mer moderna modeller, främst den medeltunga T-34 som vid den här tidpunkten var överlägsen alla andra jämförbara stridsvagnar. Anledningen till att man ändå valde att inleda en ny produktionsserie lätta stridsvagnar var helt enkelt att även lätta stridsvagnar var bättre än inga stridsvagnar alls. Lätta stridsvagnar kunde produceras i mindre fabriker som inte hade tillgång till lika avancerade tillverkningsmetoder och maskiner som i de fabriker som tillverkade medeltunga stridsvagnar.
De första exemplaren sattes in i strid i januari 1942. I mitten av 1943 gick man över till den uppdaterade modellen T-70A.
När produktionen av medeltunga stridsvagnar började gå på högvarv på hösten 1943 upphörde man med produktionen av T-70/T-70A. Totalt producerades 8 226 exemplar, och de som fortfarande fungerade 1944 konverterades till självgående artilleripjäser genom att ett extra hjul på vardera sidan monterades.

## Egenskaper
T-70 hade samma chassi som föregångaren T-60. 37 mm-kanonen uppgraderas till en 45 mm L/46, och drivlinan uppgraderades genom att man helt enkelt monterade in en ZIS-202-motor till (av samma typ som tidigare fanns i T-60). Den uppgraderade versionen T-70A som började tillverkas i mitten av 1943 hade ny form på tornet, bättre pansar och förbättrade motorer.
Beväpningen var en 45 mm L/46-kanon modell 38 med 42 skott, samt en koaxial 7,62 mm DT-kulspruta. Besättningen bestod av en förare, samt en vagnchef som laddade och avfyrade huvudbeväpningen. Bepansringen var 60 mm i tornets framkant och 45 mm på chassits framkant och sidor.
Den udda konfigurationen med dubbla motorer ledde till problem under utvecklingen. På prototypstadiet drev motorerna var sitt larvband, men detta ändrades i produktionsversionen T-70M till att motorerna satt efter varandra till höger i chassit, med normal transmission.

## Användning
Föregångarna T-50 och T-60 hade utvecklats för att vara infanteriunderstödsvagn respektive spaningsvagn, men när den nya lätta stridsvagnen T-70 togs i bruk hade hela idén med lätta stridsvagnar blivit omodern. De modeller som Sovjetunionen fick från USA via Lend-Lease var bättre lämpade för spaningsuppdrag, och för lättare spaningsuppdrag och samband fungerade pansarbilar bättre. T-70 blev aldrig någon större framgång på slagfältet, och användes huvudsakligen som infanteriunderstöd.

## T-80
T-80 var en vidareutvecklad version av T-70M och den tillverkades i ett hundratal exemplar fram till oktober 1943. Den hade tjockare pansar och ett större torn med plats för båda besättningsmännen. Den användes endast för spaning, och sattes aldrig in i strid i större skala. Modellen ska inte förväxlas med den moderna motsvarigheten med samma beteckning.